# 内閣人事局

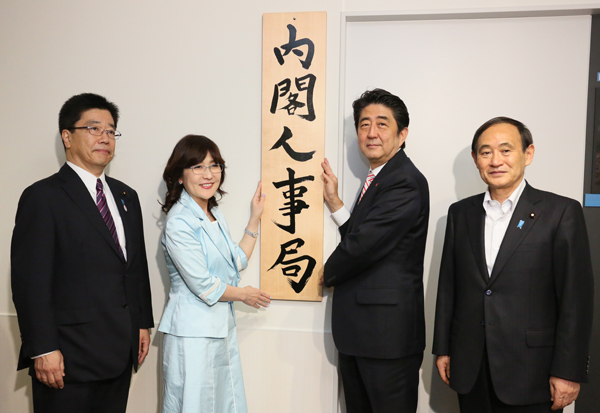
「内閣人事局」（稲田朋美が揮毫）の看板掛け（2014年5月30日）

内閣人事局（ないかくじんじきょく、英語: Cabinet Bureau of Personnel Affairs）は、内閣官房に置かれる内部部局の一つ。2014年5月30日に設置された。

## 概要
内閣人事局は、内閣法に基づき、内閣官房に置かれる内部部局の一つである（内閣法21条1項）。2013年の第185回国会に第2次安倍内閣が提出し、翌2014年の第186回国会で可決・成立した「国家公務員法等の一部を改正する法律」による内閣法改正で、同年5月30日に設置された。
国家公務員の人事は、最終的には、すべて内閣の権限と責任の元で行われる（日本国憲法73条4号）。しかし、すべての国家公務員の具体的な人事を内閣が行うのは現実的でなく、内閣総理大臣が国務大臣の中から各省の長である各省大臣を命じ（国家行政組織法5条1項）、各省大臣が国家公務員の任命権を行使するには、各行政機関の組織と人員を駆使して個々人の適性と能力を評価し、末端に至る人事を実施することになる（国家公務員法55条1項）。そのため、内閣総理大臣や国務大臣などの政治家が実際に差配できる人事は、同じ政治任用職である副大臣や大臣政務官、内閣官房副長官、首相補佐官、大臣補佐官などに限られ、各省の事務次官を頂点とする一般職国家公務員の人事については、自律性と政治的中立性にも配慮して、政治家が介入することは控えられてきた。もっとも、各省の人事を全て官僚に掌握された場合、政治家は官僚の傀儡となりかねず、縦割り行政の弊害も大きくなってしまう。そこで、各省の幹部人事を首相官邸が一元的に掌握し、政治主導の行政運営を実現することが構想された。2008年に制定された国家公務員制度改革基本法では、「この法律の施行後一年以内を目途」としていたものの、その後の紆余曲折を経て、施行後6年となる2014年に内閣人事局は設置された。内閣人事局は総務省や人事院の出身者を中心に約160人体制で事務を担い、審議官級以上の人事権を官邸が掌握する。
内閣人事局は、「国家公務員の人事管理に関する戦略的中枢機能を担う組織」と位置付けられ、幹部職員人事の一元管理、国家公務員の人事行政を推進するための事務、行政機関の機構・定員管理や級別定数等に関する事務などを担当する。

## 組織
- 局長　1人

内閣総理大臣が内閣官房副長官の中から指名する者をもって充てる。
- 人事政策統括官　2人

局総括・人事行政と機構・定員管理をそれぞれ担当する。
- 内閣審議官
- 内閣参事官

## 歴代国家公務員制度担当大臣・歴代内閣人事局長

### 歴代国家公務員制度担当大臣
2014年公務員制度改革担当大臣廃止（国家公務員制度改革推進本部#歴代の公務員制度改革担当大臣の節を参照）。
| 1  |                                | 稲田朋美 | 2014年5月30日 - 2014年9月3日   | 国務大臣（公務員制度改革担当）                                          | 自由民主党政務調査会長       |
| 2  |                                | 有村治子 | 2014年9月3日 - 2014年12月24日  | 参議院議員                                                              |                              |
| 3  | 2014年12月24日 ‐ 2015年10月7日 | 有村治子 |                                | 参議院議員                                                              |                              |
| 4  |                                | 河野太郎 | 2015年10月7日 - 2016年8月3日   | 自由民主党行政改革推進本部長                                            | 自由民主党行政改革推進本部長 |
| 5  |                                | 山本幸三 | 2016年8月3日 - 2017年8月3日    | 衆議院議員                                                              |                              |
| 6  |                                | 梶山弘志 | 2017年8月3日 - 2017年11月1日   | 衆議院議員                                                              |                              |
| 7  | 2017年11月1日‐ 2018年10月2日   | 梶山弘志 |                                | 衆議院議員                                                              |                              |
| 8  |                                | 宮腰光寛 | 2018年10月2日 - 2019年9月11日  | 内閣総理大臣補佐官（ふるさとづくり の推進及び農林水産物の輸出振興担当） |                              |
| 9  |                                | 武田良太 | 2019年9月11日 - 2020年9月16日  | 衆議院議員                                                              | 総務大臣                     |
| 10 |                                | 河野太郎 | 2020年9月16日 - 2021年10月4日  | 防衛大臣                                                                | 自由民主党広報本部長         |
| 11 |                                | 二之湯智 | 2021年10月4日 - 2021年11月10日 | 参議院議員                                                              |                              |
| 12 | 2021年11月10日 - 2022年8月10日 | 二之湯智 |                                | 参議院議員                                                              |                              |
| 13 |                                | 河野太郎 | 2022年8月10日 - 2024年10月1日  | 自由民主党広報本部長                                                    |                              |
| 14 |                                | 平将明   | 2024年10月1日 - 2024年11月11日 | 自由民主党広報本部長代理                                                |                              |
| 15 | 2024年11月11日 - 現職          | 平将明   |                                | 自由民主党広報本部長代理                                                |                              |

### 歴代内閣人事局長
| 代数 |  | 氏名       | 在任期間              | 前職                   | 後職                                |
| ---- |  | ---------- | --------------------- | ---------------------- | ----------------------------------- |
| 1    |  | 加藤勝信   | 2014.5.30 - 2015.10.7 | 自由民主党総裁特別補佐 | 一億総活躍担当大臣 拉致問題担当大臣 |
| 2    |  | 萩生田光一 | 2015.10.7 - 2017.8.3  | 自由民主党総裁特別補佐 | 自由民主党幹事長代行                |
| 3    |  | 杉田和博   | 2017.8.3 - 2021.10.4  | 内閣官房副長官         | 退職                                |
| 4    |  | 栗生俊一   | 2021.10.4 - 2024.10.1 | 警察庁長官             | 退職                                |
| 5    |  | 佐藤文俊   | 2024.10.1 -           | 総務事務次官           |                                     |

## 歴史

### 福田政権

#### 内閣人事庁の創設を提言

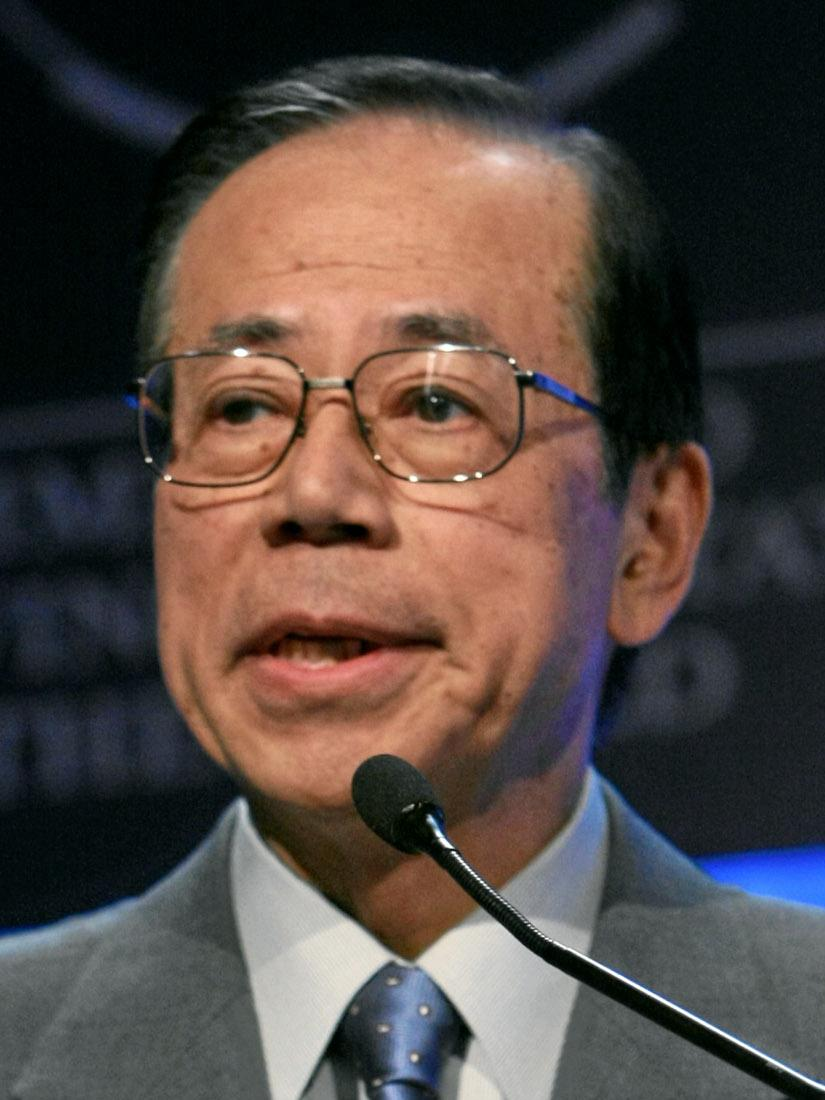
福田康夫

安倍政権にて、内閣総理大臣の下に設置（2007年7月12日）された「公務員制度の総合的な改革に関する懇談会」は、国家公務員の人事制度の課題について検討を重ねてきた。政権が福田内閣に変わり、2008年2月、同懇談会は、国家公務員人事の一元管理を謳い「内閣人事庁」の創設を提言する報告書を策定し、内閣総理大臣福田康夫に提出した。
この報告書にて、内閣人事庁は、国家公務員の人事管理について、国民に対し説明責任を負う機関として位置づけられた。内閣人事庁の業務として、総合職の採用や配属のみならず幹部候補育成や管理職以上人事の調整、指定職の適格性審査などが盛り込まれ、総務省人事・恩給局と人事院の関連機能の内閣人事庁への統合が明記された。また、内閣人事庁の長として国務大臣を置くことも盛り込まれた。

#### 国家公務員制度改革基本法案を閣議決定

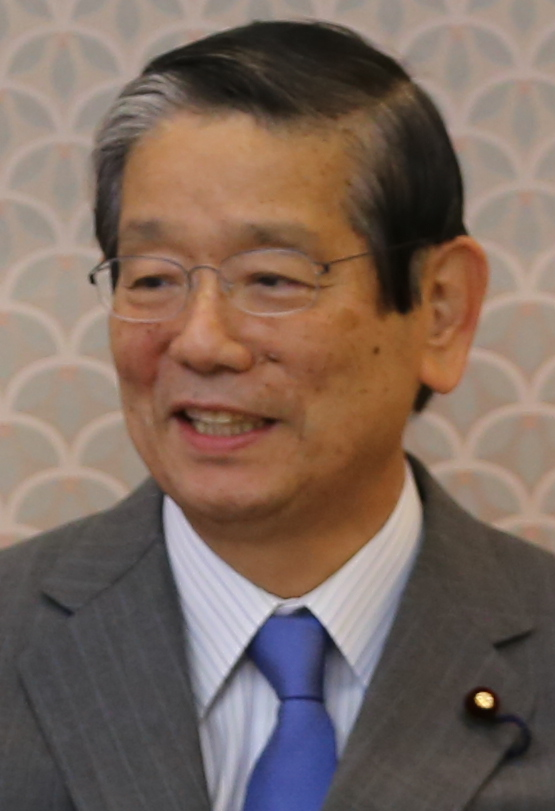
町村信孝

同懇談会座長の岡村正から報告書を受け取り、福田康夫は「志の高い人材が国家公務員のなり手となるような制度にする」と表明したうえで「具体化に向け、よく検討したい」と述べた。これを受け、内閣人事庁の設立の具体案が検討されることになった。
しかし、内閣官房長官の町村信孝が「閣僚の人事権が弱まる」と述べるなど、懐疑的な見方も指摘された。行政改革担当大臣と公務員制度改革担当大臣を兼任する渡辺喜美は「首相と私との間では改革の基本線で合意している」と述べ、福田も「渡辺氏の考えと私の考えは一致する」との発言を行い、最終的に内閣人事庁の新設を盛り込んだ国家公務員制度改革基本法案の提出で合意した。
2008年4月3日に与党からの諒承も得たうえで、同年4月4日、福田康夫内閣は内閣人事庁新設を含む国家公務員制度改革基本法案を閣議決定した。

#### 国家公務員制度改革基本法案の成立
国家公務員制度改革基本法案は、第169回国会に政府提出法案として提出された。参議院の議席が野党優位であることに加え、与党の中にも国家公務員制度改革基本法への異論が根強いとされ、当初は第169回国会での成立が疑問視されていた。しかし、福田が成立への強い意向を示したうえ、与党と民主党との間で法案の修正協議が合意に達したことから、2008年6月6日に与野党の賛成多数で成立した。この修正により、新たに創設される機関の名称は「内閣人事庁」ではなく、内閣官房の内部組織である「内閣人事局」とされた。法律は2008年6月13日に公布・施行された。

### 麻生政権

#### 内閣人事局の設置の見送り

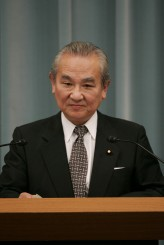
中馬弘毅

国家公務員制度改革基本法では、法律施行後一年以内に内閣人事局設置に関する法整備を行うよう定めており、2009年度中の発足を予定していた。福田改造内閣総辞職に伴い後任の内閣総理大臣となった麻生太郎も、自由民主党行政改革推進本部の本部長である中馬弘毅との間で、2009年度中の設置で合意していた。しかし、2008年11月、麻生内閣は2009年度中の内閣人事局の設置を断念し先送りすることを決定した。2008年11月28日、行政改革担当大臣・公務員制度改革担当大臣の甘利明は緊急記者会見にて「（内閣人事局設置を）強引に21年度予算に間に合わせるのは必ずしも適切ではない」と発言し、正式に見送りを表明した。

#### 議論の混乱

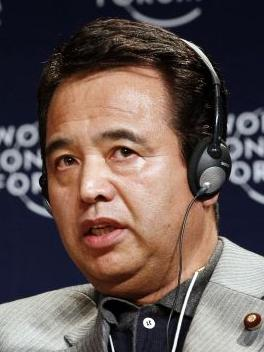
甘利明

麻生内閣成立後のこれらの公務員制度改革に対し、政府や与党からも批判する者が現れた。国家公務員制度改革推進本部顧問会議の顧問である屋山太郎は、「首相はこの公務員制度改革を甘利明行革相に丸投げした」と指摘したうえで「麻生氏は問題の本質を理解せず、甘利氏は逃げている。これでは日本は救われない」などと批判する論文を公表した。2009年1月15日の国家公務員制度改革推進本部顧問会議の会合の席上、甘利が「改革を前進させた自負がある。どこが逃げているのか」と屋山を問い詰め、屋山が麻生内閣の問題点を列挙し「行革担当相が黙っているのは納得がいかない。逃げている」と反論するなどの混乱が生じている。

#### 改革工程表の決定

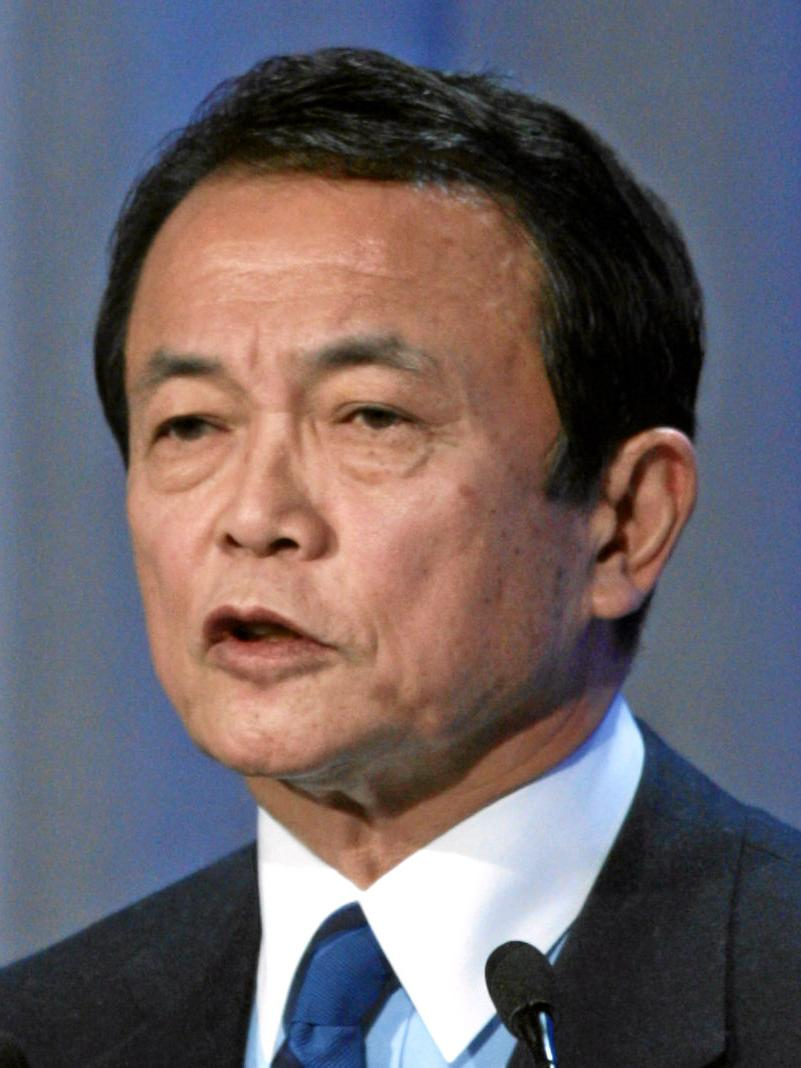
麻生太郎

2009年2月3日、麻生太郎が本部長を務める国家公務員制度改革推進本部は、新しい公務員人事制度についての改革工程表を決定した。この改革工程表では、新たに創設される機関に人事院の機能だけでなく総務省行政管理局を一括して移管することになり、その組織のの名称は「内閣人事局」から「内閣人事・行政管理局」に変更され、さらに仮称であることが明記された。また、内閣人事・行政管理局の長は内閣官房副長官兼任案も議論されたが、この規定は削除された。その後、内閣人事・行政管理局の長は大臣政務官級とする組織案がまとめられた。
この工程表について、人事院総裁の谷公士は「政府案は公務員制度改革基本法の範囲を超えている。（公務員は全体の奉仕者とする）日本国憲法第15条に由来する重要な機能が果たせなくなり、労働基本権制約の代償機能も損なわれると強く懸念する」と指摘し、人事院の意見が取り入れられなかったことに対し遺憾の意を表明した。

#### 与党からの反発
工程表によると、総務省行政管理局が内閣人事・行政管理局に移管されるため、公務員人事だけでなく、個人情報保護や情報公開制度も所管するとされていた。しかし、この案を与党に提示したところ、内閣人事・行政管理局の肥大化が問題視され、自由民主党行政改革推進本部から異論が相次いだ。自由民主党行政改革推進本部では、総務省行政管理局の全局移管の撤回と、新組織の長を内閣官房副長官級にすることを要求している。また、新組織の名称も「内閣人事局」に戻すよう要求した。
しかし、新組織の長を内閣官房副長官級にするとの案に対しては、内閣官房副長官の漆間巌が「公平な立場で政権と関係なく（公務員人事を）見るとなると、政治家でいいのか」と指摘するなど、政府側からも反論がなされた。

### 民主党政権
2009年8月の第45回衆議院議員総選挙によって政権交代が起こり、民主党を中心とした民社国連立政権（翌2010年5月以降は民国連立政権）が誕生した。政権交代によって、従来の自由民主党政権が推進していた内閣人事局構想は一時的に頓挫した。

### 第2次安倍政権

#### 法案提出と野党の抵抗

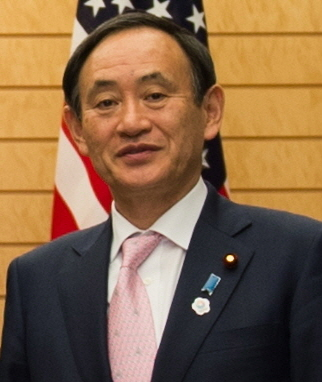
菅義偉

2012年の第46回衆議院議員総選挙により政権復帰した自民党・第2次安倍内閣は、翌2013年秋の臨時会に内閣人事局を新設する法案を提出することを指示し、2013年6月の国家公務員制度改革推進本部の会合で、内閣総理大臣の安倍晋三は2014年の設置を明言した。
11月5日、国家公務員制度改革関連法案が閣議決定され、内閣人事局の人事対象を審議官級以上の幹部職600人とし、局長には内閣官房副長官を任命することが決定した。11月22日に法案が衆議院に審議入りするが、民主党・日本維新の会・みんなの党が「行政機関が増え機能不全になる」と批判し、事務次官廃止を柱とする幹部国家公務員法案を共同提出して政府案に対抗した。自民党は野党との修正協議を行うが合意出来ず、28日には臨時会での法案成立を断念し継続審議とし2014年の法案成立に方針を転換した。

#### 法案成立と内閣人事局設置

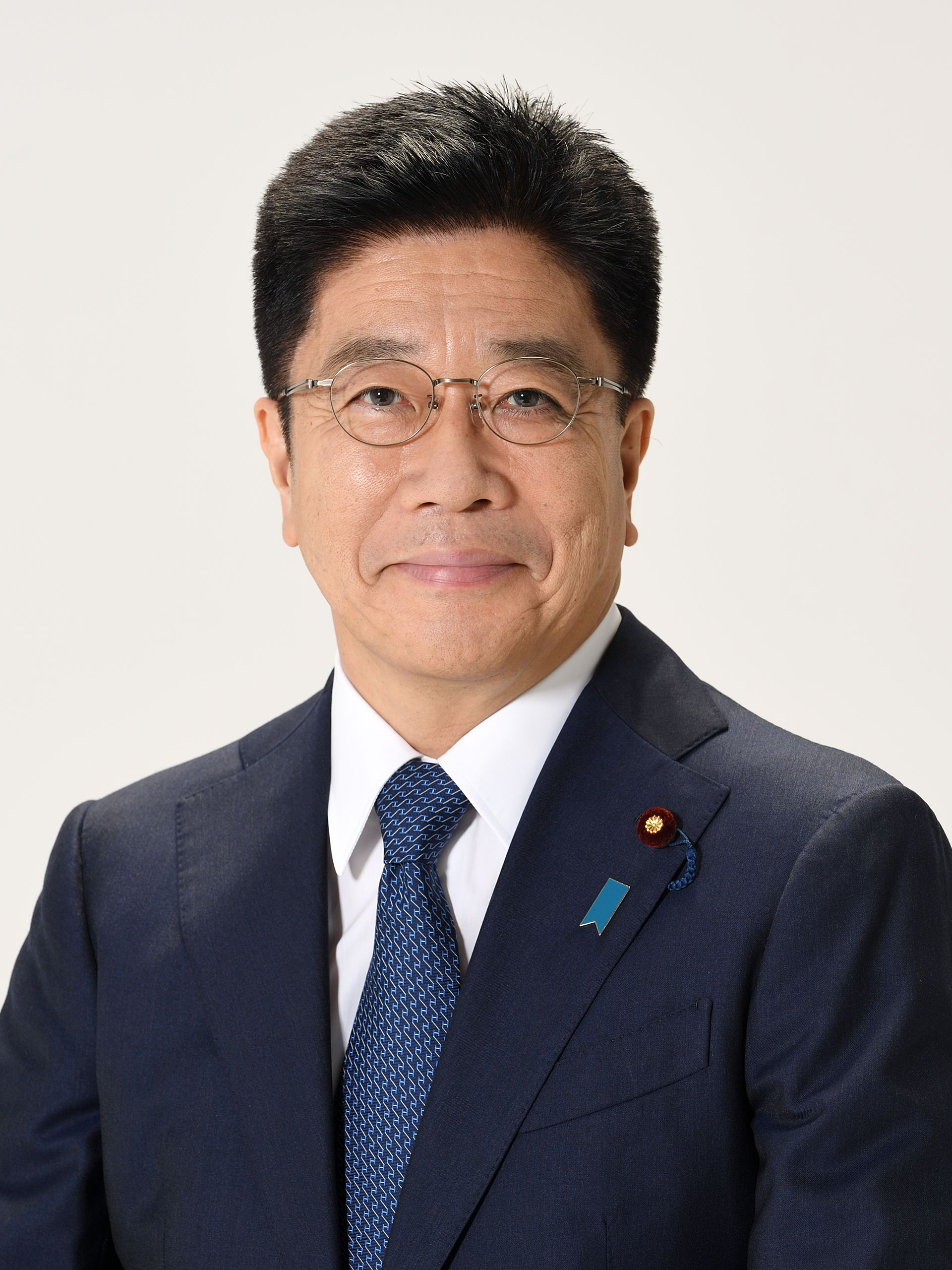
加藤勝信

12月3日、自民党・公明党・民主党は国家公務員制度改革関連法案の修正に合意。合意文書を交わし、2014年の通常国会での法案成立について確認した。これを受けて、2014年1月24日に公務員制度改革担当大臣の稲田朋美は内閣人事局を5月までに設置する方針を示した。
3月、法案が可決されたことを受け、5月30日に内閣人事局が発足した。当初、初代局長には官僚の杉田和博が内定していたが、直前に撤回され衆議院議員の加藤勝信が任命された。元内閣参事官の高橋洋一によると、直前になっての人事変更は政治主導を推し進めるために内閣官房長官の菅義偉が主導したとされる。

## 関連法令
内閣法（昭和22年1月16日法律第5号）
第12条　内閣に、内閣官房を置く。
2　内閣官房は、次に掲げる事務をつかさどる。
一〜六 省略
七　国家公務員に関する制度の企画及び立案に関する事務
八　国家公務員法（昭和22年法律第120号）第18条の2（独立行政法人通則法（平成11年法律第103号）第54条の2第1項において準用する場合を含む。）に規定する事務に関する事務
九　国家公務員の退職手当制度に関する事務
十　特別職の国家公務員の給与制度に関する事務
十一　国家公務員の総人件費の基本方針及び人件費予算の配分の方針の企画及び立案並びに調整に関する事務
十二　第七号から前号までに掲げるもののほか、国家公務員の人事行政に関する事務（他の行政機関の所掌に属するものを除く。）
十三　行政機関の機構及び定員に関する企画及び立案並びに調整に関する事務
十四　各行政機関の機構の新設、改正及び廃止並びに定員の設置、増減及び廃止に関する審査を行う事務
第20条　内閣官房に、内閣人事局を置く。
2　内閣人事局は、第12条第2項第7号から第14号までに掲げる事務をつかさどる。
3　内閣人事局に、内閣人事局長を置く。
4　内閣人事局長は、内閣官房長官を助け、命を受けて局務を掌理するものとし、内閣総理大臣が内閣官房副長官の中から指名する者をもつて充てる。
国家公務員制度改革基本法（平成20年6月13日法律第68号）
（内閣人事局の設置）
第11条　政府は、次に定めるところにより内閣官房に事務を追加するとともに、当該事務を行わせるために内閣官房に内閣人事局を置くものとし、このために必要な法制上の措置について、第4条第1項の規定にかかわらず、この法律の施行後1年以内を目途として講ずるものとする。
一　内閣官房長官は、政府全体を通ずる国家公務員の人事管理について、国民に説明する責任を負うとともに、第5条第4項に掲げる事務及びこれらに関連する事務を所掌するものとすること。
二　総務省、人事院その他の国の行政機関が国家公務員の人事行政に関して担っている機能について、内閣官房が新たに担う機能を実効的に発揮する観点から必要な範囲で、内閣官房に移管するものとすること。